# Тасино (посёлок)
Та́сино — посёлок в Гусь-Хрустальном районе Владимирской области России, входит в состав сельского поселения «Посёлок Уршельский».
Посёлок при железнодорожной платформе Тасино линии Москва-Муром.
Находится в 39 километрах от районного центра — Гусь-Хрустального и в 24 километрах от сельского центра — посёлка Уршельский.
На 2000-е посёлок насчитывает около 50 дворов, и пять улиц: 1 Мая, Лесная, Дачная, Переулок и Железнодорожная.

## География
Расположен в центре Мещёрской низменности, на территории национального парка Мещёра. Между рекой Бужа и её правым притоком Тасой в 3 километрах к северу от их слияния.

## История
Поселение основано строительством нескольких домов при одном из железнодорожных разъездов на линии Москва-Муром.
В 1950-х годах от деревни проложены узкоколейные линии к Тасинскому (Тихоновскому) сосновому бору (к северу от деревни) и в сторону Черустей через тогдашнюю деревню Красная Гора. Узкоколейка продолжительное время использовалась для вывоза леса, а в деревне он перегружался на широкую колею. Сегодня по Тасинской линии уложен асфальт и значительная часть населения района пользуется дорогой для выезда на электричках в московский регион.

## Экономика
В посёлок подведена электроэнергия, линия проводной связи.

### Транспорт
Железнодорожный
Местная железнодорожная платформа Тасино является основной в сельском поселении, и очень популярна как у местных жителей, так и у дачников и туристов.
Послеобеденными электричками в прямой доступности как Москва (3 часа в пути), Люберцы, так и более близкие Шатура (50 минут) и Куровское (1,5 часа). Более частыми электричками доступны Черусти (20 мин.) и Мезиновский (20 мин.).
Автотранспорт
Асфальтовой дорогой посёлок связан с Гусь-Хрустальным (39 километров), Уршельским (24 км) и Тасинским (7 км). 
Посёлок разделён железной дорогой на две части: северную и южную. Автомобильная дорога есть в северной части. Южная часть поселка никак не связана дорогами с остальным миром (существовавшая когда-то дорога в настоящее время непроходима). Несмотря на широкие улицы южной части поселка, автотранспорт в ней отсутствует. Существовавший некогда переезд через железнодорожные пути с конца 80-х годов 20 века не используется, так как дорога, ведущая к нему заросла лесом. Для транспортировки крупных грузов жители южной части поселка Тасино разгружают автотранспорт в северной части, переносят грузы на руках через железнодорожные пути, а затем довозят грузы до дома на мотоциклах.
Автобусного сообщения нет, но есть легковое таксомоторное.
 Водный 
В 2 километрах от посёлка — берег реки Бужи, по которой в открытую воду на моторке доступны Клепиковские озёра и многочисленные поселения по их берегам. Сплав по Буже к озёрам от посёлка особенно популярен у водных туристов, потому, как наиболее доступен из Москвы.